# Ananindeua
Ananindeua is een stad en gemeente in de Braziliaanse staat Pará. De gemeente is onderdeel van de regiometropool Belém. Het is met 516.057 inwoners de tweede stad van de staat Pará.
Bij de gemeente horen een aantal eilanden in de rivier Maguari, waarvan er ten minste negen bewoond zijn.

## Aangrenzende gemeenten
De gemeente grenst aan Acará, Belém, Benevides, Marituba en Santa Bárbara do Pará.

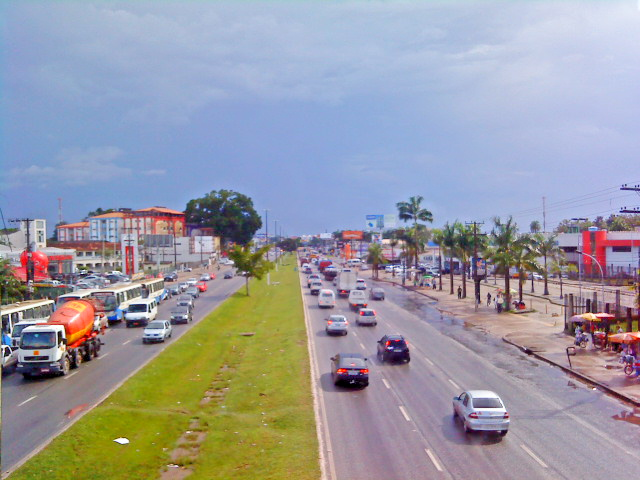
De hoofdweg (BR-316) bij Ananindeua

## Verkeer en vervoer
De plaats Ananindeua ontstond in de 19e eeuw, rond een station aan de toenmalige spoorlijn die van Belém naar Bragança. Bestuurlijk viel het onder Belém, tot het op 30 december 1943 een zelfstandige gemeente werd. Tegenwoordig is het in feite een voorstad van Belém, en wonen er veel forenzen.
De stad ligt aan de radiale snelweg BR-010 tussen Brasilia en Belém. Daarnaast ligt ze aan de snelwegen BR-316 (vanaf Belém naar het Noordoosten van Brazilië) en PA-150.

## Geboren
- Paulo Henrique Chagas de Lima "Ganso" (1989), voetballer